# 曼青冈
曼青冈（学名：Cyclobalanopsis oxyodon），为壳斗科栎属下的一个植物种。